# Lophostemon lactifluus
Lophostemon lactifluus là một loài thực vật có hoa trong Họ Đào kim nương. Loài này được (F.Muell.) Peter G.Wilson & J.T.Waterh. mô tả khoa học đầu tiên năm 1982.